# Javier Delgado
Javier Omar Delgado Papariello (ur. 8 lipca 1975 w Montevideo) – urugwajski piłkarz występujący na pozycji pomocnika.

## Kariera klubowa
Delgado zawodową karierę rozpoczynał w 1994 roku w zespole Danubio. W tym samym roku trafił do argentyńskiego Newell’s Old Boys. W 1996 roku wrócił do Danubio. Tym razem jego barwy reprezentował przez 4 sezony. W 2000 roku przeszedł do argentyńskiego Colónu Santa Fe, w którym spędził 4 lata.
W 2004 roku Delgado podpisał kontrakt z rosyjskim Saturnem Ramienskoje. W 2005 roku wrócił do Urugwaju, gdzie został graczem Nacionalu Montevideo. W 2006 roku zdobył z nim mistrzostwo Urugwaju.
W 2007 roku przeszedł do chilijskiego Universidadu de Chile, a w 2008 do kolumbijskiego Deportivo Cali. W tym samym roku ponownie został zawodnikiem Danubio. Spędził tam jeden sezon. Potem grał w Centralu Español oraz chilijskim Deportes Concepción. W 2010 roku zakończył karierę.

## Kariera reprezentacyjna
W reprezentacji Urugwaju Delgado zadebiutował 17 lipca 1996 roku w zremisowanym 1:1 towarzyskim meczu z Chinami. W 1997 roku został powołany do kadry na Copa América. Na tamtym turnieju, zakończonym przez Urugwaj na fazie grupowej, zagrał w spotkaniach z Wenezuelą (2:0) i Boliwią (0:1).
W 2004 roku ponownie wziął udział w Copa América. Na tamtym turnieju, zakończonym przez Urugwaj na 3. miejscu, wystąpił w pojedynkach z Argentyną (2:4), Paragwajem (3:1) i Brazylią (1:1, 3:5 w rzutach karnych).
W latach 1996–2005 w drużynie narodowej Delgado rozegrał w sumie 14 spotkań.